# Lipson (Australia)
Lipson è una località dell'Australia Meridionale, sita sulla costa sud-orientale della penisola di Eyre. Si trova 215 chilometri ad nord-ovest di Adelaide in linea d'aria e 63 chilometri a nord-est del centro regionale di Port Lincoln.

## Geografia fisica

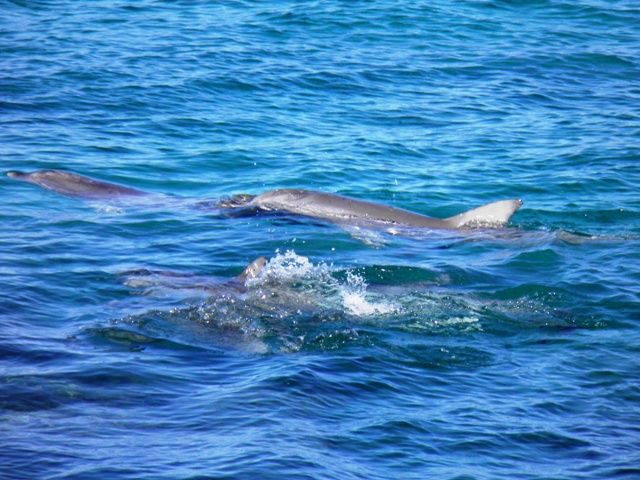
Delfini a Lipson Cove.

La località si colloca sulle coste occidentali del golfo di Spencer, nella porzione mediana orientale della penisola di Eyre. Il confine meridionale col capoluogo municipale di Tumby Bay è rappresentato da una linea retta che va dalla costa alla confluenza dei fiumiciattoli Salt Creek e Burrawing Creek, per un pezzo segue la Nankivells Road e la Bawdens Road e raggiunge l'incrocio fra Mine Hill Road e Marshalls Road, dove vira verso nord seguendo quest'ultima. Marshalls Road rappresenta la parte meridionale del confine con la località di Ungarra, il quale prosegue in linea retta verso nord fino alle sorgenti del Burrawing Creek alle pendici della collina di Nyllow Hill, salvo poi virare ad angolo retto verso est fino a Secret Rocks Road e Liddicoats Road (che rappresentano un altro pezzo di confine fra le due località). Il confine settentrionale con Butler è interamente rappresentato dalla East Dog Fence Road, mentre quello nord-orientale con Port Neill è composto dalla continuazione di quest'ultima e dalla Brayfield Road fino al mare.

Fanno parte del territorio comunale anche la rinomata località balneare di Lipson Cove (in lingua Barngarla Boodloo), nota come una delle 101 spiagge più belle d'Australia e la prospiciente isola Lipson, raggiungibile a piedi durante la bassa marea e dichiarata monumento naturale.
La maggior parte dei terreni dell'entroterra viene utilizzata per l'agricoltura, mentre la costa è perlopiù composta da spiagge sabbiose nella parte centrale e sud-orientale, mentre a nord di Lipson Cove la linea costiera è rappresentata perlopiù da scogliere granitiche.

## Storia
La località venne nominata nel 1840 dal governatore George Gawler in onore dell'ufficiale Thomas Lipson, arrivato in Australia Meridionale nel 1836 ed appuntato comandante del porto di Port Adelaide: l'agricoltura e le miniere di pregiatissimo talco di Lipson Cove attirarono un buon numero di coloni, tanto che nel 1881 Lipson contava un ufficio postale, una chiesa, un negozio di generi alimentari e financo una scuola, aperta in quell'anno e rimasta in attività fino al 1950. Con la chiusura delle miniera, l'abitato si è rapidamente spopolato, con la locale squadra di football australiano che si è fusa con quelle delle vicine Ungarra e Butler a formare gli Eyre United Football Club.
Nel 1882 venne eretto a Lipson Cove al costo di 1116 sterline un molo di legno di quasi 100 m di lunghezza. Il molo, di proprietà privata, veniva utilizzato per imbarcare lana e cereali dai terreni vicini, in particolare dalla grande proprietà agricola di Warratta Station: ingrandito nel 1905, dal 1931 si smise di finanziarne le riparazioni e nel 1949 esso venne smantellato, con la legna venduta per altri usi. Ciononostante, alcuni resti del molo rimangono nella zona di Lipson Cove.
Il 17 marzo 1899 Lipson Cove fu teatro del naufragio della checchia Three Sisters, i cui resti sono talvolta ancora osservabili quando protrudono dalla sabbia.
Nel 1904 venne lanciata la prima edizione del Lipson Show, che è continuato a cadenza annuale nonostante il quasi completo abbandono della località, arrivando a festeggiare il centenario nel 2004.
Nel 1919 durante dei lavori di sbancamento della sabbia vennero rinvenuti nella sabbia i resti di un aborigeno con presenza di alcuni denti di squalo conficcati nelle ossa.
Durante il XXI secolo la costa settentrionale di Lipson venne selezionata per la creazione di un porto: l'area, dai nomi proposti di Port Spencer o Sheep Hill, venne individuata dalle compagnie minerarie locali come ideale come terminale da cui imbarcare i minerali estratti dalle aree interne di Koppio e Wilgerup, ma in seguito il progetto perse slancio fino ad essere rispolverato nel 2018 dalle compagnie agricole locali, che ne vedevano il potenziale come luogo di smistamento dei cereali prodotti nella penisola di Eyre.

Il progetto, approvato nel 2020, ha scatenato polemiche da parte degli enti locali per il possibile impatto negativo sull'ecosistema circostante, in particolare sulla riserva naturale della vicina isola Lipson: il completamento del progetto, inizialmente previsto per l'inizio del raccolto del 2021, è stato in seguito dilazionato al 2023 ed oltre.